# 聖父
聖父（英語：God the Father）在許多單一神論宗教之中，主神的性別均為男性，尤其是以父親的角色出現。在支持三位一體的基督教之中，聖父為造物主三位一體的位格之一，另外兩個位格分別是聖子與圣靈（又稱聖神），雖然本質上、屬性上、本體上與另外兩個位格相等，卻是位格中的「神首」（Godhead），從功能上來看是發出旨意的，差派聖子作救贖，並和聖子差派圣神作保惠師（或稱護慰者）的。但一位論的基督教中，天父雅威才是“獨一的真神”，與聖子與圣神不同。（《出埃及記》第3章第15节；《約翰福音》第17章第3节；《馬可福音》第12章第29节）

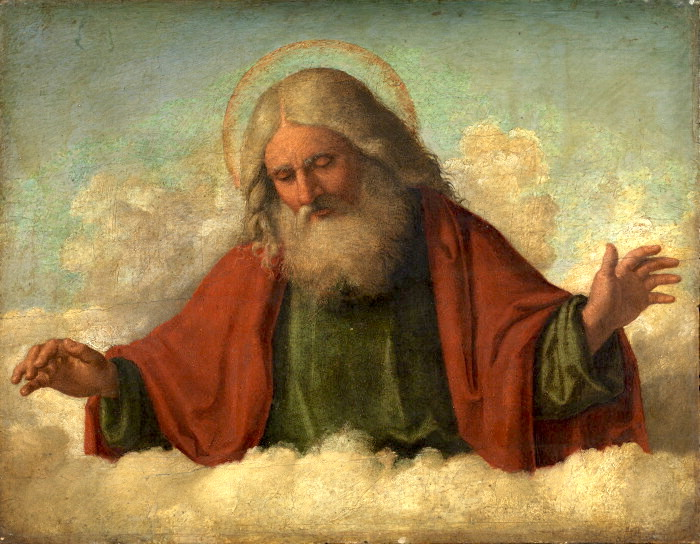
Cima da Conegliano所繪的聖父

## 外部連結
- God the Father at Theopedia （页面存档备份，存于）
- God the Father at Biblical Resource Database (Plymouth Brethren)